# Grigori Martchenko
Grigori Martchenko est un économiste kazakh né en 1959 à Almaty. Il est le président de la Banque nationale du Kazakhstan à deux reprises (1999-2004, 2009-2013).

## Parcours
En 1979-1981, Martchenko effectue son service militaire dans l'Armée soviétique.
Il fait les études en économie internationale à l'Institut d'État des relations internationales de Moscou et obtient son diplôme avec mention en 1984.
En 1984-1986, il travaille au Ministère de la métallurgie de la République socialiste soviétique kazakhe.
En 1986-1988, il est traducteur, rédacteur, rédacteur en chef, puis,
le chef du groupe d'information de marketing à l'institut de recherche scientifique de la technologie et l'économie de Kazakhstan.
En 1988-1990, il est le directeur exécutif de la section du bureau de construction d’ingénierie électronique des semi-conducteurs, chef de bureau de construction du centre de production Aloye.
En 1990-1991, il suit une formation à InWEnt (en) en Allemagne.
En 1991, il est expert en chef en économie internationale du consortium national Evrasia.
De 1992 à 1994, assistant du vice-président de la république de Kazakhstan Yerik Asanbayev.
En 1994, il étudie à l'Université de Georgetown de Washington.
En 1994-1995, Martchenko est adjoint du président de la Banque nationale du Kazakhstan, puis, en octobre 1995, il remplace Kadyrzhan Damitov au poste de président.
De novembre 1996 à octobre 1997, il est président de la commission nationale des valeurs mobilières de la République de Kazakhstan.
D'octobre 1997 à octobre 1999, conseiller du président de la république de Kazakhstan.
En 1997-1999, il dirige la Deutsche Bank Securities (Kazakhstan).
De 1999 à 2004, président de la Banque nationale du Kazakhstan.
Du 6 janvier au 14 avril 2004, premier adjoint du premier ministre de la République du Kazakhstan
D'avril au 12 octobre 2004, il est conseiller affaires économiques du Président de la République du Kazakhstan.
D'octobre 2004 au janvier 2009, il est conseiller adjoint du Président de la République du Kazakhstan.
De janvier 2005 au 22 janvier 2009, chef de la direction de l' Halyk Bank.
Le 22 janvier 2009, il est de nouveau élu président de la Banque nationale du Kazakhstan.
Le 19 mai 2011, sa candidature est proposée par la Communauté des États indépendants au poste de directeur général du Fonds monétaire international, à la suite de la démission de Dominique Strauss-Kahn, mais trois semaines plus tard il renonce de poursuivre l'aventure.